# アイセル湖
アイセル湖（アイセルこ、オランダ語: IJsselmeer、アイセルメーア）は、オランダの北ホラント州とフレヴォラント州・フリースラント州の間にある湖。エイセル湖とも表記する。
広さは約1,250 km²で深さは5 - 6 mと浅く、水面の標高は海面下6 mである。このエリアは、13世紀まではフレヴォ湖という淡水湖で、その周辺は泥炭地であったが、海面上昇や高潮、洪水などにより海水が砂丘を破って侵入したためゾイデル海と呼ばれるようになった。
20世紀になって、高潮被害防止と干拓事業を目的としたゾイデル海開発により建設されたアフシュライトダイク（大堤防）によって、ゾイデル海が北海・ワッデン海から切り離され、出来たのがこのアイセル湖である。その後、ヴィーリングメール干拓地・フレヴォラント干拓地・北東干拓地が造成されるとともに湖の面積が縮小し、将来の干拓予定にしたがって造られたハウトリブダイクによって湖の南側は、マルケル湖として分割され現在に至っている（ただし干拓計画は2000年に破棄された）。一帯にはエリマキシギ、サンカノゴイ、ソリハシセイタカシギ、コモンクイナなどの鳥類が生息しており、2000年にラムサール条約登録地となった。

## 隣接する海・湖
- ワッデン海 ：アフシュライトダイク（大堤防）で北側のワッデン海と切り離されている
- ケテル湖（英語版）：フレヴォラント北東干拓地とフレヴォラント干拓地の間にある湖。アイセル川やフェヒト川が流入している
- マルケル湖 ：ハウトリブダイク（ハウトリブ堤防）で南側のマルケル湖と区切られている

## 流入する主な川
- アイセル川 ：ライン川を源流とする川
- フェヒト川（英語版）：ドイツのノルトライン＝ヴェストファーレン州を源流とする川

## 施設
- アフシュライトダイク（大堤防）：ワッデン海との間にある全長32 kmの堤防。1932年に完工した。高速道路A7号が通っている

ロレンツ複合水門施設 （Lorentzsluizen）：フリースラント州側の閘門と締切水門
ステフィン複合水門施設 （Stevinsluizen）：北ホラント州側の閘門と締切水門
- ハウトリブダイク（英語版）（ハウトリブ堤防）：マルケル湖との間にある全長30 kmの堤防。1975年に完工した。国道N302号が通っている

エンクホイゼン複合水門施設：北ホラント州側の閘門とクラッベルスガト水門（Krabbersgatsluizen）
ハウトリブ複合水門施設：フレヴォラント州側の閘門と水門

## この湖に面している主な基礎自治体
北ホラント州
- メデンブリック（オランダ語版）
- エンクハウゼン

フリースラント州
- レムステルラント

フレヴォラント州
- レリスタット